# ماسون أومالي
ماسون أومالي (بالإنجليزية: Mason O'Malley) هو لاعب كرة قدم بريطاني، ولد في 8 يونيو 2001 في ليدز في المملكة المتحدة.

## وصلات خارجية
- ماسون أومالي على موقع قاعدة بيانات كرة القدم.إي يو (الإنجليزية)
- ماسون أومالي على موقع Soccerway.com (الإنجليزية)